# Медебах
Медебах (нем. Medebach) — город в Германии, ганзейский город, расположен в земле Северный Рейн-Вестфалия.
Подчинён административному округу Арнсберг. Входит в состав района Хохзауэрланд. Население составляет 7912 человек (на 31 декабря 2010 года). Занимает площадь 126,05 км². Официальный код — 05 9 58 028.
| Год  | Население |
| ---- | --------- |
| 1995 | 8145      |
| 2000 | 8276      |
| 2005 | 8248      |
| 2010 | 7961      |